# Stade Rennais Football Club 2024-2025
Questa voce raccoglie le informazioni riguardanti lo Stade Rennais Football Club nelle competizioni ufficiali della stagione 2024-2025.

## Stagione
La stagione 2024-2025 è la centoventitreesima nella storia del club e la sua sessantottesima nella massima divisione. Essa vede lo Stade Rennais partecipare alla Ligue 1, per la trentunesima stagione consecutiva, e alla Coppa di Francia in ambito nazionale.

## Divise e sponsor
| Casa | Trasferta | Terza divisa |

## Rosa
Rosa e numerazione aggiornate al 31 gennaio 2025. 

In corsivo i calciatori ceduti durante la stagione
| N. |                           | Ruolo | Calciatore          |
| -- | ------------------------- | ----- | ------------------- |
| 1  | Francia (bandiera)        | P     | Brice Samba         |
| 3  | Francia (bandiera)        | D     | Adrien Truffert     |
| 4  | Camerun (bandiera)        | D     | Christopher Wooh    |
| 5  | Francia (bandiera)        | D     | Lilian Brassier     |
| 6  | Paesi Bassi (bandiera)    | C     | Azor Matusiwa       |
| 7  | Danimarca (bandiera)      | C     | Albert Grønbæk      |
| 7  | Giappone (bandiera)       | A     | Kyōgo Furuhashi     |
| 8  | Francia (bandiera)        | C     | Baptiste Santamaria |
| 8  | Costa d'Avorio (bandiera) | A     | Seko Fofana         |
| 9  | Francia (bandiera)        | A     | Arnaud Kalimuendo   |
| 10 | Algeria (bandiera)        | A     | Amine Gouiri        |
| 11 | Francia (bandiera)        | C     | Ludovic Blas        |
| 14 | Francia (bandiera)        | C     | Benjamin Bourigeaud |
| 15 | Senegal (bandiera)        | D     | Mikayil Faye        |
| 17 | Galles (bandiera)         | C     | Jordan James        |
| 18 | Camerun (bandiera)        | D     | Mahamadou Nagida    |
| 19 | Danimarca (bandiera)      | A     | Henrik Meister      |
| 19 | Belgio (bandiera)         | A     | Kazeem Olaigbe      |

| N. |                       | Ruolo | Calciatore             |
| -- | --------------------- | ----- | ---------------------- |
| 20 | Colombia (bandiera)   | A     | Carlos Andrés Gómez    |
| 22 | Francia (bandiera)    | D     | Lorenz Assignon        |
| 23 | Francia (bandiera)    | P     | Gauthier Gallon        |
| 24 | Francia (bandiera)    | D     | Anthony Rouault        |
| 27 | Portogallo (bandiera) | A     | Jota                   |
| 28 | Finlandia (bandiera)  | C     | Glen Kamara            |
| 28 | Belgio (bandiera)     | C     | Ayanda Sishuba         |
| 30 | Francia (bandiera)    | P     | Steve Mandanda ()      |
| 32 | Francia (bandiera)    | C     | Naouirou Ahamada       |
| 33 | Svizzera (bandiera)   | D     | Hans Hateboer          |
| 36 | Ghana (bandiera)      | D     | Alidu Seidu            |
| 38 | Francia (bandiera)    | C     | Djaoui Cissé           |
| 40 | Francia (bandiera)    | P     | Geoffrey Lembet        |
| 48 | Marocco (bandiera)    | D     | Abdelhamid Ait Boudlal |
| 55 | Norvegia (bandiera)   | D     | Leo Skiri Østigård     |
| 80 | Turchia (bandiera)    | A     | Doğan Alemdar          |
| 90 | Canada (bandiera)     | C     | Ismaël Koné            |
|    | Giordania (bandiera)  | A     | Musa Al-Taamari        |

## Calciomercato

### Sessione estiva(dal 1º/7 al 31/8)
| Acquisti         | Acquisti            | Acquisti        | Acquisti                    |
| R.               | Nome                | da              | Modalità                    |
| ---------------- | ------------------- | --------------- | --------------------------- |
| C                | Albert Grønbæk      | Bodø/Glimt      | definitivo (15 milioni €)   |
| D                | Mikayil Faye        | Barcellona      | definitivo (10,3 milioni €) |
| D                | Glen Kamara         | Leeds Utd       | definitivo (10 milioni €)   |
| A                | Carlos Andrés Gómez | Real Salt Lake  | definitivo (10 milioni €)   |
| A                | Henrik Meister      | Sarpsborg       | definitivo (9 milioni €)    |
| A                | Jota                | Al-Ittihad      | definitivo (8 milioni €)    |
| D                | Leo Skiri Østigård  | Napoli          | definitivo (7 milioni €)    |
| C                | Jordan James        | Birmingham City | definitivo (5 milioni €)    |
| D                | Hans Hateboer       | Atalanta        | definitivo (3 milioni €)    |
| D                | Mohamed Jaouab      | Amiens          | definitivo (1 milione €)    |
| C                | Naouirou Ahamada    | Crystal Palace  | prestito                    |
| Altre operazioni |                     |                 |                             |
| R.               | Nome                | da              | Modalità                    |
| A                | Matthis Abline      | Nantes          | fine prestito               |
| D                | Lorenz Assignon     | Burnley         | fine prestito               |
| P                | Doğan Alemdar       | Troyes          | fine prestito               |
| P                | Alfred Gomis        | Lorient         | fine prestito               |
| A                | Alan Do Marcolino   | Quevilly-Rouen  | fine prestito               |

| Cessioni         | Cessioni            | Cessioni              | Cessioni                  |
| R.               | Nome                | a                     | Modalità                  |
| ---------------- | ------------------- | --------------------- | ------------------------- |
| A                | Désiré Doué         | Paris Saint-Germain   | definitivo (50 milioni €) |
| C                | Enzo Le Fée         | Roma                  | definitivo (23 milioni €) |
| A                | Martin Terrier      | Bayer Leverkusen      | definitivo (20 milioni €) |
| D                | Jeanuël Belocian    | Bayer Leverkusen      | definitivo (15 milioni €) |
| C                | Benjamin Bourigeaud | Al-Duhail             | definitivo (10 milioni €) |
| A                | Matthis Abline      | Nantes                | definitivo (10 milioni €) |
| D                | Guéla Doué          | Strasburgo            | definitivo (6 milioni €)  |
| A                | Fabian Rieder       | Stoccarda             | prestito (800 mila €)     |
| D                | Warmed Omari        | Olympique Lione       | prestito (500 mila €)     |
| P                | Alfred Gomis        | Palermo               | gratuito                  |
| A                | Mathis Lambourde    | Palermo               | gratuito                  |
| D                | Arthur Theate       | Eintracht Francoforte | prestito                  |
| A                | Ibrahim Salah       | Brest                 | prestito                  |
| A                | Bertuğ Yıldırım     | Getafe                | prestito                  |
| A                | Alan Do Marcolino   | Orléans               | prestito                  |
| A                | Rayan Bamba         | Concarneau            | prestito                  |
| Altre operazioni |                     |                       |                           |
| R.               | Nome                | da                    | Modalità                  |

### Sessione invernale
| Acquisti         | Acquisti        | Acquisti            | Acquisti                    |
| R.               | Nome            | da                  | Modalità                    |
| ---------------- | --------------- | ------------------- | --------------------------- |
| C                | Seko Fofana     | Al-Nassr            | definitivo (20 milioni €)   |
| P                | Brice Samba     | Lens                | definitivo (14 milioni €)   |
| D                | Anthony Rouault | Stoccarda           | definitivo (13 milioni €)   |
| A                | Kyōgo Furuhashi | Celtic              | definitivo (12 milioni €)   |
| A                | Musa Al-Taamari | Montpellier         | definitivo (8 milioni €)    |
| A                | Kazeem Olaigbe  | Cercle Bruges       | definitivo (5,25 milioni €) |
| C                | Ayanda Sishuba  | Verona              | definitivo (500 mila €)     |
| D                | Lilian Brassier | Brest               | prestito                    |
| C                | Ismaël Koné     | Olympique Marsiglia | prestito (1 milione €)      |
| Altre operazioni |                 |                     |                             |
| R.               | Nome            | da                  | Modalità                    |

| Cessioni         | Cessioni            | Cessioni            | Cessioni                  |
| R.               | Nome                | a                   | Modalità                  |
| ---------------- | ------------------- | ------------------- | ------------------------- |
| A                | Amine Gouiri        | Olympique Marsiglia | definitivo (19 milioni €) |
| A                | Jota Silva          | Celtic              | definitivo (10 milioni €) |
| C                | Albert Grønbæk      | Southampton         | prestito                  |
| C                | Baptiste Santamaria | Nizza               | prestito                  |
| C                | Glen Kamara         | Al-Shabab           | prestito                  |
| A                | Henrik Meister      | Pisa                | prestito                  |
| D                | Leo Skiri Østigård  | Hoffenheim          | prestito                  |
| Altre operazioni |                     |                     |                           |
| R.               | Nome                | da                  | Modalità                  |

## Risultati

### Ligue 1

#### Girone di andata
| Arbitro: | Millot |

|                                         |           |  |
| Bourigeaud 19’ Gouiri 21’ Meister 90+1’ | Marcatori |  |

| Arbitro: | Wattellier |

|                                              |           |          |
| Andrey Santos 23’ Emegha 48’ Wooh 87’ (aut.) | Marcatori | 57’ Blas |

| Arbitro: | Vernice |

|                        |           |              |
| Itō 41’ O. Diakité 48’ | Marcatori | 13’ Østigård |

| Arbitro: | Pignard |

|                                     |           |  |
| Blas 24’ Kalimuendo 35’ Grønbæk 60’ | Marcatori |  |

| Arbitro: | Stinat |

|                       |           |             |
| Kalimuendo 24’ (rig.) | Marcatori | 90+6’ Nzola |

| Arbitro: | El Hadj |

|                          |           |                       |
| Barcola 30’, 68’ Lee 58’ | Marcatori | 75’ (rig.) Kalimuendo |

| Arbitro: | Léonard |

|          |           |                       |
| Blas 11’ | Marcatori | 6’ Kehrer 22’ Balogun |

| Arbitro: | Dechepy |

|                         |           |          |
| Del Castillo 54’ (rig.) | Marcatori | 86’ Jota |

| Arbitro: | Batta |

|              |           |  |
| C. Gómez 54’ | Marcatori |  |

| Arbitro: | Angoula |

|                                                  |           |  |
| Perrin 27’, 39’ Sinayoko 65’ (rig.) Onaiwu 90+2’ | Marcatori |  |

| Arbitro: | Lissorgue |

|  |           |                     |
|  | Marcatori | 14’ King 23’ Dønnum |

| Arbitro: | Vernice |

|              |           |  |
| Zhegrova 45’ | Marcatori |  |

| Arbitro: | Bollengier |

|                                                              |           |  |
| Kalimuendo 39’ (rig.), 61’, 67’ (rig.) Blas 45+6’ Gouiri 53’ | Marcatori |  |

| Arbitro: | Wattellier |

|           |           |  |
| Simon 89’ | Marcatori |  |

| Arbitro: | El Hadj |

|                            |           |  |
| Grønbæk 33’ Assignon 90+2’ | Marcatori |  |

| Arbitro: | Brisard |

|                                        |           |                             |
| Guessand 12’ S. Diop 34’ Laborde 45+5’ | Marcatori | 27’ Kalimuendo 49’ Truffert |

| Arbitro: | Kherradji |

|                |           |                          |
| Kalimuendo 43’ | Marcatori | 45’ Greenwood 49’ Rabiot |

#### Girone di ritorno
| Arbitro: | Léonard |

|          |           |                          |
| Blas 77’ | Marcatori | 27’ Magnetti 73’ Ajorque |

| Arbitro: | Stinat |

|                                       |           |                         |
| Akliouche 15’ Biereth 52’ Golovin 56’ | Marcatori | 45+1’ Nagida 67’ Gouiri |

| Arbitro: | Frappart |

|          |           |  |
| Blas 89’ | Marcatori |  |

| Arbitro: | Vernice |

|  |           |                           |
|  | Marcatori | 15’ Kalimuendo 84’ Nagida |

| Arbitro: | Lissorgue |

|  |           |                        |
|  | Marcatori | 80’ Bentaleb 86’ Akpom |

| Arbitro: | Bollengier |

|                       |           |  |
| Kalimuendo 10’ (rig.) | Marcatori |  |

| Arbitro: | Batta |

|  |           |                                                     |
|  | Marcatori | 28’ S. Fofana 56’ Cissé 69’ Assignon 87’ Kalimuendo |

| Arbitro: | Vernice |

|              |           |                                               |
| Brassier 52’ | Marcatori | 27’ Barcola 50’ G. Ramos 90+1’, 90+3’ Dembélé |

| Arbitro: | Frappart |

|          |           |  |
| Saïd 47’ | Marcatori |  |

| Arbitro: | Léonard |

|  |           |                                   |
|  | Marcatori | 13’, 90+5’ Kalimuendo 70’ I. Koné |

| Arbitro: | Batta |

|  |           |           |
|  | Marcatori | 89’ Jubal |

| Arbitro: | Delajod |

|            |           |                                                                  |
| Mwanga 42’ | Marcatori | 1’ Matusiwa 12’ Assignon 15’ Kalimuendo 57’ Al-Taamari 89’ Gómez |

| Arbitro: | Kherradji |

|                        |           |             |
| Truffert 23’ Meïté 86’ | Marcatori | 54’ Mohamed |

| Arbitro: | Bollengier |

|                                                       |           |           |
| M. Fofana 8’ Tolisso 25’ Lacazette 39’ Mikautadze 77’ | Marcatori | 50’ Meïté |

| Arbitro: | Millot |

|                      |           |                |
| Gboho 28’ Dønnum 82’ | Marcatori | 65’ Kalimuendo |

| Arbitro: | Stinat |

|                     |           |  |
| Kalimuendo 15’, 80’ | Marcatori |  |

| Arbitro: | Pignard |

|                                               |           |                       |
| Greenwood 21’ (rig.), 45+1’ Rabiot 38’, 90+2’ | Marcatori | 14’ I. Koné 77’ Gómez |

### Coppa di Francia
| Arbitro: | Dechepy |

|             |           |                                                       |
| Bahassa 18’ | Marcatori | 29’ Truffert 59’ J. James 75’ Assignon 79’ Kalimuendo |

| Arbitro: | Lissorgue |

|          |           |  |
| Saïd 56’ | Marcatori |  |

## Statistiche finali

### Statistiche di squadra
| Competizione     | Punti | In casa | In casa | In casa | In casa | In casa | In casa | In trasferta | In trasferta | In trasferta | In trasferta | In trasferta | In trasferta | Totale | Totale | Totale | Totale | Totale | Totale | DR |
| Competizione     | Punti | G       | V       | N       | P       | Gf      | Gs      | G            | V            | N            | P            | Gf           | Gs           | G      | V      | N      | P      | Gf     | Gs     | DR |
| ---------------- | ----- | ------- | ------- | ------- | ------- | ------- | ------- | ------------ | ------------ | ------------ | ------------ | ------------ | ------------ | ------ | ------ | ------ | ------ | ------ | ------ | -- |
| Ligue 1          | 41    | 17      | 9       | 1       | 7       | 25      | 17      | 17           | 4            | 1            | 12           | 26           | 33           | 34     | 13     | 2      | 19     | 51     | 50     | +1 |
| Coppa di Francia | -     | -       | -       | -       | -       | -       | -       | 2            | 1            | 0            | 1            | 4            | 2            | 2      | 1      | 0      | 1      | 4      | 2      | +2 |
| Totale           | -     | 17      | 9       | 1       | 7       | 25      | 17      | 19           | 5            | 1            | 13           | 30           | 35           | 36     | 14     | 2      | 20     | 55     | 52     | +3 |

### Andamento in campionato
| Giornata  | 1 | 2 | 3  | 4 | 5 | 6  | 7  | 8  | 9  | 10 | 11 | 12 | 13 | 14 | 15 | 16 | 17 | 18 | 19 | 20 | 21 | 22 | 23 | 24 | 25 | 26 | 27 | 28 | 29 | 30 | 31 | 32 | 33 | 34 |
| --------- | - | - | -- | - | - | -- | -- | -- | -- | -- | -- | -- | -- | -- | -- | -- | -- | -- | -- | -- | -- | -- | -- | -- | -- | -- | -- | -- | -- | -- | -- | -- | -- | -- |
| Luogo     | C | T | T  | C | C | T  | C  | T  | C  | T  | C  | T  | C  | T  | C  | T  | C  | C  | T  | C  | T  | C  | C  | T  | C  | T  | T  | C  | T  | C  | T  | T  | C  | T  |
| Risultato | V | P | P  | V | N | P  | P  | N  | V  | P  | P  | P  | V  | P  | V  | P  | P  | P  | P  | V  | V  | P  | V  | V  | P  | P  | V  | P  | V  | V  | P  | P  | V  | P  |
| Posizione | 3 | 8 | 11 | 7 | 8 | 10 | 12 | 13 | 11 | 13 | 13 | 15 | 12 | 12 | 12 | 13 | 14 | 14 | 16 | 15 | 12 | 13 | 13 | 11 | 12 | 12 | 12 | 12 | 11 | 10 | 11 | 11 | 11 | 12 |

Legenda:

Luogo: C = Casa; T = Trasferta. Risultato: V = Vittoria; N = Pareggio; P = Sconfitta.